# Ritme boig
Ritme boig (títol original en anglès: Shall We Dance) és una pel·lícula musical estatunidenca de Mark Sandrich de 1937, dirigida per Mark Sandrich i interpretada per Fred Astaire i Ginger Rogers. Ha estat doblada al català. Aquesta pel·lícula reprèn l'estructura narrativa de Top Hat (Barret de copa) fins al punt que es podria gairebé considerar com un Top Hat 2. El personatge principal s'enamora d'una jove que, en principi seduïda, s'equivoca amb la seva identitat o les seves intencions i fuig d'ell, obligant-lo a elaborar un estratagema per provar-li la realitat del seu amor. Signe que es tractava de renovar l'èxit de la primera pel·lícula, París reemplaça Londres i New York, Venècia, reprenent la dualitat geogràfica de la narració, mentre que dos dels papers secundaris han estat de nou repartits als actors Edward Everett Horton i Eric Blore, que hi asseguraven el mateix contrapunt còmic que en la primera història, ocupant situacions socials similars. Dues innovacions coreogràfiques van ser particularment notables: el viatge en paquebot permet inserir un número acompanyat per músics-mecànics negres a la sala de màquines, homenatge explícit al jazz afroamericà i al claqué i la pel·lícula va permetre un impressionant número ballat sobre patins, encara que després del de Charles Chaplin a Modern Times (1935).

## Argument
Un ballarí clàssic, Petrov, apassionat pel jazz i el claqué, s'enamora d'una noia mirant les seves fotos. Linda Keene (la noia) marxa a Nova York a reunir-se amb el seu promès Jim Montgomery (William Brisbane) malgrat l'opinió del seu empresari Arthur Miller (Jerome Cowan). Assabentant-se que embarca al Queen Ann, Petrov corre a acceptar la proposició del seu empresari Jeffrey Baird (Edward Everett Horton): anar a Amèrica on donarà representacions clàssiques. Al vaixell, Petrov troba Linda Keene com estava previst i intenta seduir-la. Mentre que cau sota el seu encant, circula un rumor de matrimoni escampat per una ballarina del grup.
Linda decideix deixar el vaixell a bord de l'avió postal i deixa Petrov desemparat. Es troben al mateix hotel i decideixen casar-se després de divorciar-se per tal de posar fi a les conjectures. El matrimoni es fa a Nova Jersey, on no s'arrisquen a ser reconeguts. Desgraciadament, Denise (Ketty Galian), la ballarina que ha escampat el rumor, torna a veure Petrov i prova de descobrir si és casat. Linda, prenent Denise per a l'amant de Petrov marxa de seguida i decideix demanar el divorci. Mentrestant, Petrov decideix muntar un espectacle fusionant clàssic i claqué. Com li costa ballar amb algú altre que no sigui Linda (i per assegurar l'èxit de l'espectacle, fa fabricar màscares amb l'efígie de la noia i els distribueix als seus socis. El gran dia arriba, Linda és a la sala. Emocionada per la idea de Petrov va als bastidors i es posa un dels vestits. Descobreix Petrov enmig d'una escena i es reuneixen finalment per a un últim ball.

## Repartiment
- Fred Astaire: Petrov
- Ginger Rogers: Linda Keene
- Edward Everett Horton: Jeffrey Baird
- Eric Blore: Cecil Flintridge
- Jerome Cowan: Arthur Miller
- Ketti Gallian: Denise
- William Brisbane: Jim Montgomery
- Ann Shoemaker: La Sra. Fitzgerald (no surt als crèdits)

## Nominacions
- 1938: Oscar a la millor cançó original per George Gershwin (música) i Ira Gershwin (lletra) per la cançó "They Can't Take That Away from Me"
- 1937: Copa Mussolini al Festival Internacional de Cinema de Venècia per Mark Sandrich